# Leichtathletik-Weltmeisterschaften 2017/Teilnehmer (Somalia)
| Gelbes Symbol für Goldmedaillen mit stilisierten Olympischen Ringen | Graues Symbol für Silbermedaillen mit stilisierten Olympischen Ringen | Braundes Symbol für Bronzemedaillen mit stilisierten Olympischen Ringen |
| ------------------------------------------------------------------- | --------------------------------------------------------------------- | ----------------------------------------------------------------------- |
| —                                                                   | —                                                                     | —                                                                       |

Von Somalia wurde eine Athletin für die Weltmeisterschaften in London nominiert.

## Ergebnisse

### Frauen

#### Laufdisziplinen
| Athletin             | Disziplin | Vorlauf         | Vorlauf | Halbfinale | Halbfinale | Finale             | Finale             |
| Athletin             | Disziplin | Zeit            | Platz   | Zeit       | Platz      | Zeit               | Platz              |
| -------------------- | --------- | --------------- | ------- | ---------- | ---------- | ------------------ | ------------------ |
| Mohamed Daud Mohamed | 5000 m    | 14:34,27 min PB | 36      |            |            | nicht qualifiziert | nicht qualifiziert |